# Okręg wyborczy Southwark Central
Okręg wyborczy Southwark Central powstał w 1918 r. i wysyłał do brytyjskiej Izby Gmin jednego deputowanego. Okręg położony był na terenie Metropolitan Borough of Southwark w południowym Londynie. Został zlikwidowany w 1950 r.

## Deputowani do brytyjskiej Izby Gmin z okręgu Southwark Central
- 1918–1924: James Gilbert, Partia Liberalna
- 1924–1931: Harry Day, Partia Pracy
- 1931–1935: Ian Macdonald Horobin, Partia Konserwatywna
- 1935–1940: Harry Day, Partia Pracy
- 1940–1948: John Martin, Partia Pracy
- 1948–1950: Roy Jenkins, Partia Pracy